# 盾牌-南十字臂

觀測到的銀河系螺旋臂結構。

盾牌-南十字臂，也稱為盾牌-半人馬臂，是從銀河系中心接近棒的末端，由瀰散的氣體和塵埃組成，向外螺旋彎曲的長串星流。儘管自20世紀50年代以來，沒有確實強而有力的證據，但銀河系一直被認為有4條螺旋臂。在2008年，利用史匹哲太空望遠鏡觀測的資料，在船底-人馬臂和矩尺臂的紅群聚沒有如預期的密度。在2014年，一項為期12年，研究大質量恆星的分布和壽命，以及對邁射和疏散星團分布的研究，兩者都發現4條螺旋臂的證據。
盾牌-半人馬臂位於小船底-人馬臂和主要的英仙臂之間。盾牌-半人馬臂開始的位置靠近盾牌臂的核心，然後逐漸變成半人馬臂。
盾牌-半人馬臂與銀河的棒連接的區域是豐富的恆星形成區。2006年在那兒發現一大群新恆星，其中包括有14顆紅超巨星命名為RSGC1的集團。在2007年發現距離RSGC1只有幾百光年，擁有5,000顆新形成恆星，命名為RSGC2的集團。估計它的年齡還不到2,000萬年，並有26顆紅超巨星，是已知此種恆星的最大集團。這個區域的恆星集團還有紅超巨星團3和阿利坎特8。